# 아마도 이자람 밴드
아마도 이자람 밴드는 이자람을 주축으로 결성된 대한민국의 음악 그룹이다.

## 구성원
- 이자람 (보컬, 기타)
서울대학교에서 국악을 전공하였으며 소리꾼으로도 활동중이다. 2010년 뮤지컬 서편제에서 주인공 송화 역을 맡고 있다.
- 이민기 (기타)
장기하와 얼굴들에서도 활동 중이다.
- 김정민(베이스 기타)
- 김온유 (드럼)

## 이전 구성원
- 생선 (본명: 김동영, 드럼) - 탈퇴

떠나보면 나를 알게 될 거야: 230 DAYS OF DIARY IN AMERICA 』
- 곰군 (드럼) - 탈퇴
- 강병성 (베이스 기타) - 탈퇴
- 김수열(드럼) - 탈퇴
- 이향하 (퍼커션) - 탈퇴

## 대표작

### 음반
- 싱글 음반 `슬픈 노래` (2009년 2월 9일)
- 싱글 음반 `우아하게` (2013년 3월 20일)
- 정규 음반 《데뷰》 (2013년 4월 9일)
- 싱글 음반 '크레이지 배가본드' (2014년 4월 17일)
- 싱글 음반 '산다' (2015년 4월 15일)